# Jijila
Jijila es una comuna ubicada en el distrito de Tulcea, Rumania.

## Superficie
Posee una superficie de 111,2 kilómetros cuadrados.

## Demografía
Hasta 2021 la población era de 4834 habitantes, con una densidad de población de 43,47 habitantes por kilómetro cuadrado.